# Monastère Saint-Antoine-de-Siya

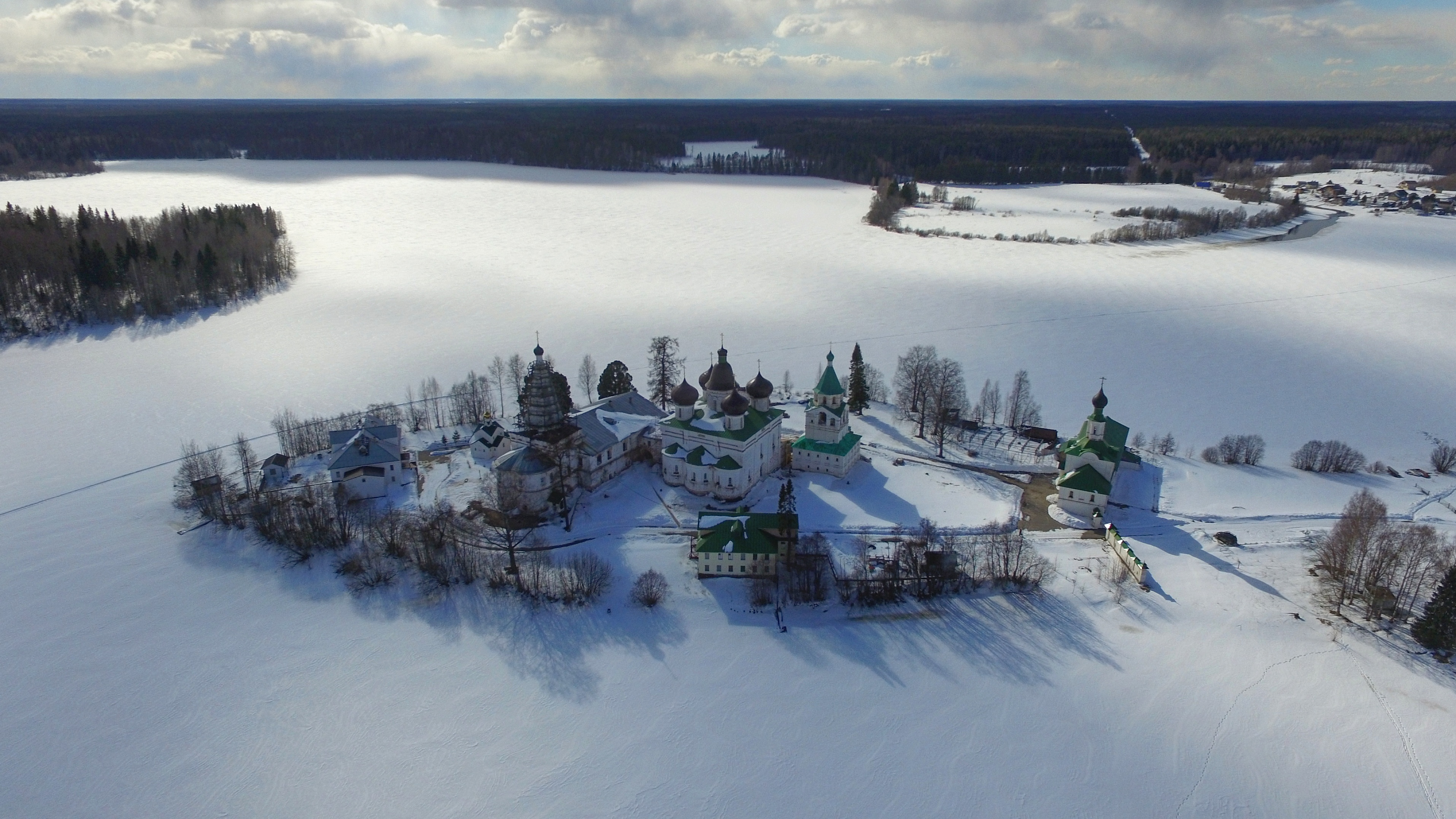
Vue du monastère en hiver.

Le monastère Saint-Antoine-de-Siya ou monastère de la Trinité-Saint-Antoine (Свято-Троицкий Антониево-Сийский монастырь) est un monastère d'hommes de l'Église orthodoxe russe situé en Russie dans une petite presqu'île du lac Bolchoïe Mikhaïlovskoïe, dans le raïon de Kholmogory. Il dépend de l'éparchie d'Arkhangelsk.
Le monastère a été fondé en 1520 par saint Antoine de Siya et joua un grand rôle dans l'histoire russe des XVIe siècle et XVIIe siècle. L'ensemble architectural, inscrit au patrimoine, date de la fin du XVIIe siècle.

## Histoire
Ce monastère a été fondé en 1520 par le vénérable moine saint Antoine de Siya qui, après avoir quitté le monastère Saint-Nicolas, près de Kargopol, s'est rendu ici, dans un endroit totalement inhabité, emportant avec lui des icônes de saint Alexandre, saint Isaïe, etc., avec la permission du prince Basile III. La rivière Siya qui est un émissaire du lac a donné son nom au monastère et à son fondateur.
La politique autoritaire des moines a provoqué des troubles avec les paysans du monastère en 1577-1578 auxquels se sont joints les paysans « noirs » (paysans libres d'État soumis à l'impôt) d'Emetsk dans l'ouïezd de la Dvina.
On a commencé à construire le catholicon de pierre du monastère en 1587, mais à cause de l'éloignement et des temps troublés la construction s'est étalée sur une vingtaine d'années. Entre 1601 et 1605, y a vécu en relégation le boyard Fiodor Romanov (père du futur tzar Michel), enfermé sur ordre de Boris Godounov. Il est devenu moine sous le nom de Philarète et sera patriarche de Moscou.
Le monastère administre aussi à l'époque le monastère Saint-Jean d'Emetsk dans l'ouïezd de Kholmogory (au bord de la rivière Iomtse) qui exista jusqu'en 1613.

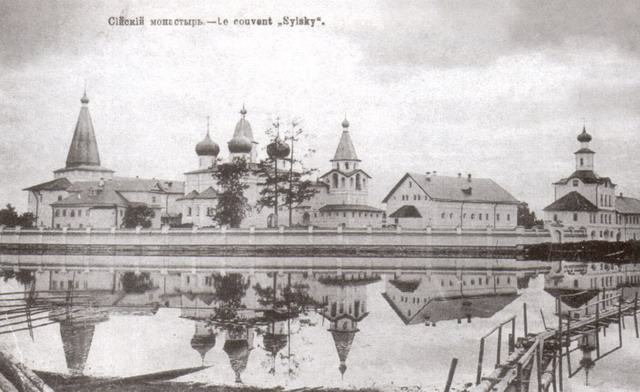
Le monastère vers 1900.

Avant le règne de Pierre le Grand, le monastère est l'un des plus puissants de Russie du Nord. Des manuscrits et des enluminures uniques y étaient conservés, comme l'Évangile de Siya du XVIe et une Vie des Saints enluminée. Après la révolution de 1917, tous les trésors sont dispersés (certains perdus à jamais d'autres dans des musées) et les manuscrits transférés aux archives de l'oblast d'Arkhangelsk, puis dans les années 1950-1960 à Moscou. Ils sont aujourd'hui aux Archives d'État russes des actes anciens.
Le monastère tombe dans la gêne à partir de la fin du XVIIIe siècle, ce qui fait qu'il n'y pas de nouveaux édifices après cette période.
Une nouvelle châsse est placée sur la tombe du fondateur et bénie en 1859,,.
Le monastère est fermé par les autorités communistes locales le 12 juin 1923 et transformé en coopérative agricole d'un kolkhoze. On y aménage aussi une maison de repos pour les vacances des travailleurs de l'industrie forestière locale, une maison pour les enfants invalides et un asile de vieillards. Dans les années 1970, le lieu sert de colonie de vacances pour les pionniers sous le nom d' «Avtomobilist», enfants des travailleurs du transport routier des villes d'Arkhangelsk et de Severodvinsk, une partie du territoire est donnée aussi pour la datcha de vacances des dirigeants du parti communiste local.
Le monastère est rendu à l'Église orthodoxe russe en 1992 et les premiers travaux de restauration et de reconstruction commencent. Aujourd'hui une vingtaine de moines y demeurent et une trentaine de travailleurs sont employés à diverses tâches. Le monastère possède un atelier d'icônes, une bibliothèque et édite le journal Le Semeur spirituel ainsi qu'un almanach annuel. L'entreprise monastique s'occupe d'une ferme, d'une écurie, d'une boulangerie pour les hosties, d'un atelier de mécanique et de divers ateliers (serrurie...) Les travaux de restauration se poursuivent. Le monastère envoie des moines-prêtres célébrer dans des paroisses environnantes qui n'ont pas de prêtre.

## Édifices
|                                                                                       |  |  |
| Le catholicon de la Trinité avec son clocher (à gauche) et l'église-porte (à droite). |  |  |

- L'église-catholicon de la Trinité est construite en 1589 avec la permission du tzar Fiodor Ier du 8 novembre 1587. Elle est terminée en 1606 et consacrée l'année suivante[8]. La construction est effectuée par des maçons et tailleurs de pierre de Vologda[8]. Elle est construite dans le style architectural de Novgorod avec des apports moscovites (liens d'arcature dans les murs du mur ouest, large entablement sous le zakomar)[9].

- L'église de l'Annonciation à chatior avec la trapeznaïa (église-réfectoire) et les cellules (1638)[10],[8]. Le clocher date de cette période ; il a été béni en 1661.

- Portes Saintes (église Saint-Serge) et bâtiment des cellules monastiques à étage, construits après l'incendie de 1658, entre 1661 et 1687 et terminés en 1699.

## Lac
Le lac Bolchoïe Mikhaïlovskoïe se trouve à 10 km de Mikhaïlovski vers le village d'Emetsk. Selon la tradition, un paysan souffrant d'une maladie a pêché un poisson dans ce lac et mettant les pieds dans l'eau s'est senti guéri. Il a mis une icône de la Vierge de Kazan et depuis le lac est qualifié de « saint ».